# サーブ 21
サーブ 21
J 21R
- 用途：戦闘・攻撃（爆撃）
- 分類：戦闘機/攻撃機
- 製造者：サーブ
- 運用者： スウェーデン（スウェーデン空軍）
- 初飛行：1943年7月30日

サーブ 21（英語: Saab 21）は、スウェーデンのサーブが開発した戦闘/攻撃機。初飛行は1943年。非常に効率的な武装配置を有すると評される。双胴・推進式で、胴体後部にエンジンとプロペラが配置されており、機体は前方に"押し出される"形になる。

## 設計・開発
推進式の利点は、前方視界が妨げられないことと武装を機首に集中配置できる点にある。ただ1つ欠点としては、搭乗員が脱出する際にプロペラの回転面に巻き込まれる恐れがあることである。しかしこの問題は初期の射出座席を進化させるに至り、この後いくつかの問題を解決したマーチンベーカー・エアクラフトは射出座席の特許を得た。ダミー人形を使用しての、最初の射出試験は1944年2月に、サーブ 17を用いて行なわれた。
着陸装置は、プロペラブレードと地面のクリアランス（すき間）を保つため、降着装置は当時主流であった尾輪式ではなく、現代のほとんどの飛行機と同じ前輪式にする必要があった。前輪の激しい首振り振動（シミー）の防止などが必要であり、自動車の後部から試験用台車を曳航したり、ノースアメリカン NA-16-4M（英語版）を前輪式に改造しての試験などが行なわれた。
サーブ 21は1943年7月30日に初飛行したが、このとき既に射出座席を搭載していた。より短距離で離陸できるとの考えから、離陸はフル・フラップ（フラップを完全に下げること。通常、離陸時には半分ほどしか下げない）で行なわれたが実際には離陸滑走距離は伸びてしまい、フェンスに脚が接触した。着陸時には車輪ブレーキが作動せず、テストパイロットはスピン・シュート（スピン回復用パラシュート）をドラッグ・シュートとして利用した。

## サーブ 21R

J 21R

終戦後、サーブ 21の機体を再設計しデハビランド ゴブリン ターボジェットエンジンを搭載して生まれたのがサーブ 21Rで、スウェーデン国内で製造された最初のジェット機である。前身の21との違いは推進方法を別としても大きな物があり、設計における共通部分は当初期待された80パーセントを大きく下回る50パーセントに過ぎなかった。最も顕著な違いは水平尾翼が従来の位置より上に移動されたことである。これはジェット排気を避けるためであった。
プロトタイプは4機が作られ、初飛行は1947年3月10日に行なわれた。1949年8月にエンゲルホルムのF 10に対して初の引き渡しが行なわれた。当初は戦闘機型のJ 21Rとして開発されたサーブ 21であったが、後退角が浅く臨界マッハ数が小さい・高空での上昇・急降下性能が戦闘機としては不十分、といった問題を抱えていた。一方で、より高性能な新鋭のジェット戦闘機サーブ 29 トゥンナンが1948年10月には初飛行を終えていたこともあり、当初予定されていた120機の生産数が半減されると共に、全ての機体が攻撃型のA 21Rへと用途が変更されることとなった。

## 性能諸元

### J 21A-1
- 用途：戦闘機
- 乗員：1名
- 生産数：54機
- 全長：10.45 m
- 全幅：11.6 m
- 全高：3.96 m
- 翼面積：22.2 m2
- 空虚重量：3,250 kg
- 運用時重量：4,150 kg

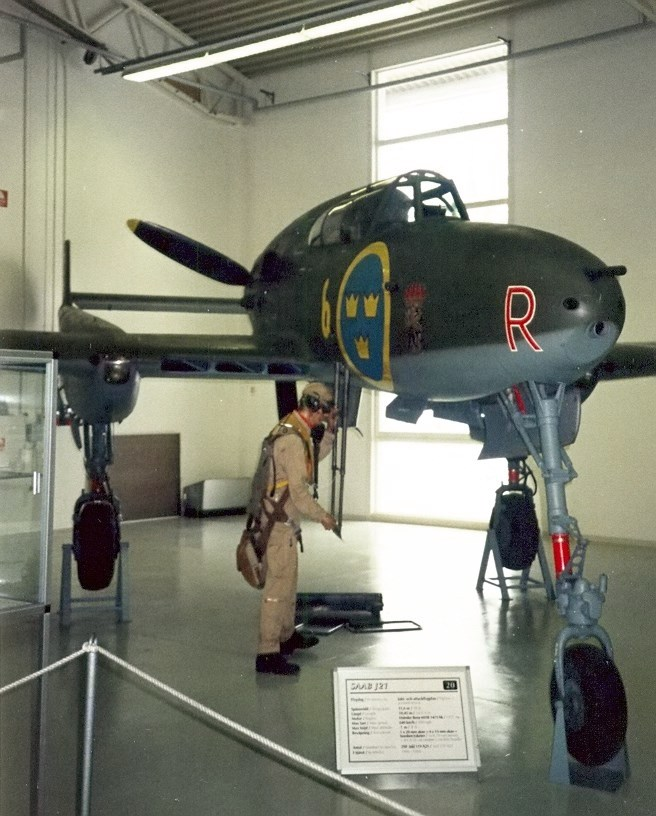
J 21A

- エンジン：ダイムラー・ベンツ DB 605 液冷倒立V型12気筒レシプロエンジン 1,475 hp×1基
- 最大速度：640 km/h
- 航続距離：1,190 km
- 実用上昇限度：11,800 m
- 武装:13.2 mm機銃×4門（機首2、主翼2）、イスパノ・スイザ HS.404・20 mm機関砲×1門（機首）

### J 21A-2
- 用途：戦闘機
- 乗員：1名
- 生産数：62機
- 全長：10.45 m
- 全幅：11.6 m
- 全高：3.96 m
- 翼面積：22.2 m2
- 空虚重量：3,330 kg
- 運用時重量：5,200 kg
- エンジン：ダイムラー・ベンツ DB 605 液冷倒立V型12気筒レシプロエンジン 1,475 hp×1基
- 最大速度：650 km/h
- 航続距離：1,190 km
- 実用上昇限度：10,200 m
- 武装:13.2 mm機銃×4門（機首2、主翼2）、イスパノ・スイザ HS.404・20 mm機関砲×1門（機首）

### J 21A-3
- 用途：戦闘攻撃機
- 乗員：1名
- 生産数：62機
- 全長：10.45 m
- 全幅：11.6 m
- 全高：3.96 m
- 翼面積：22.2 m2
- 空虚重量：3,330 kg
- 運用時重量：4,413 kg
- エンジン：ダイムラー・ベンツ DB 605 液冷倒立V型12気筒レシプロエンジン 1,475 hp×1基
- 最大速度：650 km/h
- 航続距離：1,190 km
- 実用上昇限度：10,200 m
- 武装:13.2 mm機銃×4門（機首2、主翼2）、イスパノ・スイザ HS.404・20 mm機関砲×1門（機首）

### A 21A-3
J 21A-3から変更（追加）された項目のみ記す。
- 用途：攻撃（爆撃）機
- 生産数：119機
- 空虚重量：3,346 kg
- 最大速度：560 km/h
- 航続距離：1,650 km
- 実用上昇限度：7,500 m
- 爆弾：50 kg×4、250 kg×1、500 kg×1、600 kg×1 から選択
- ロケット弾：8 cm×8、14.5 cm×8、18 cm×2 から選択 (A 21A-3)

### J 21RA

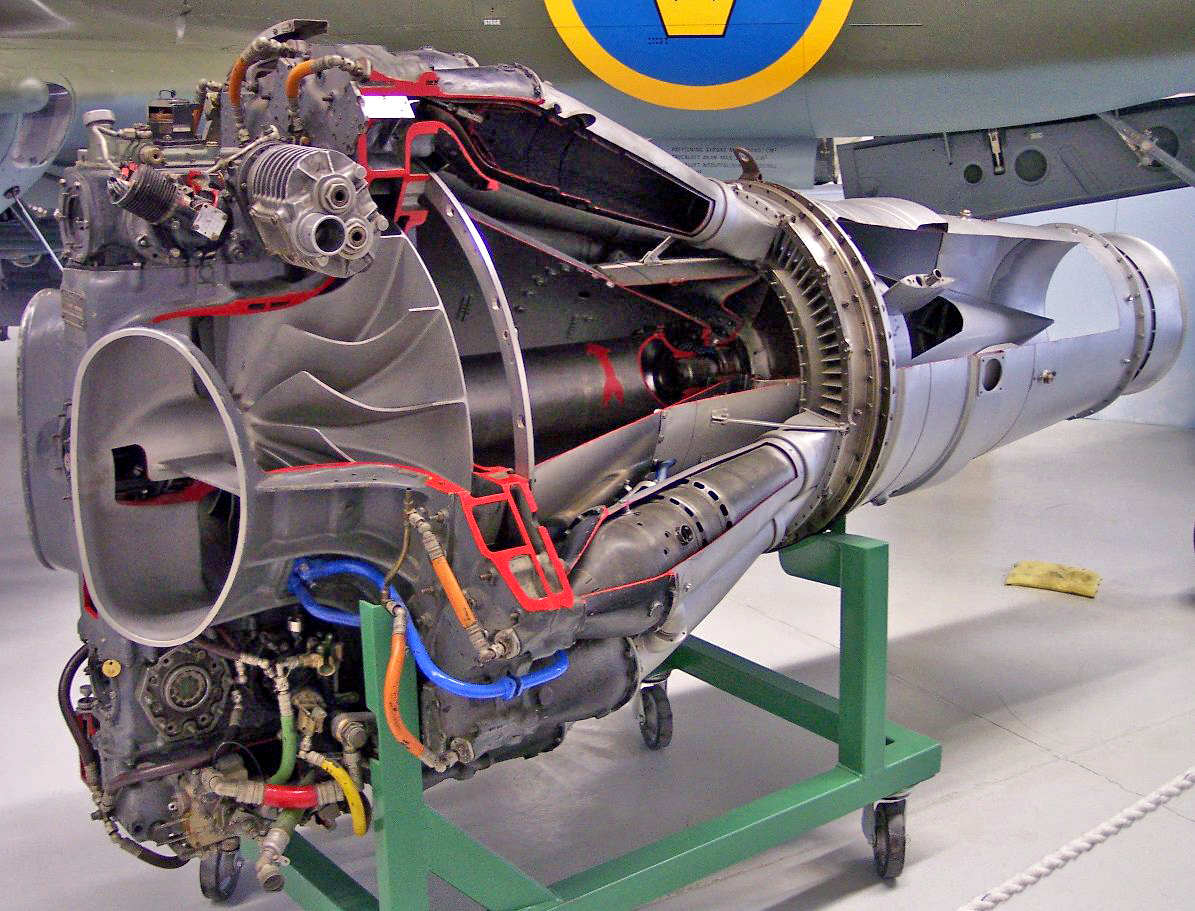
デ・ハビランド ゴブリン ターボジェットエンジン

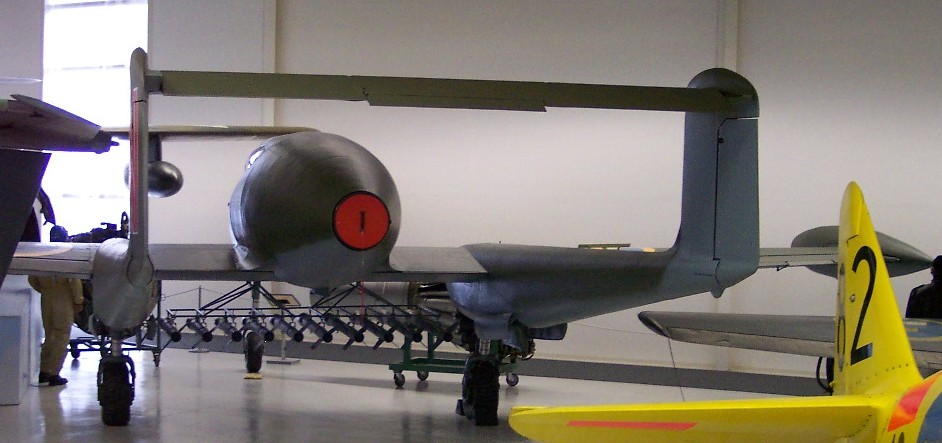
ロケット弾装備のJ 21R。水平尾翼の位置がわかる。

A 21A-3から変更（追加）された項目のみ記す。
- 生産数：34機（うちプロトタイプ4機）
- エンジン：デ・ハビランド ゴブリン 2 (RM 1) ターボジェットエンジン
  - 推力：1,360 kgf

### J 21RB
A 21A-3から変更（追加）された項目のみ記す。
- 生産数：30機（引き渡しは1950年7月から1951年1月の間）
- 用途：戦闘/攻撃（爆撃）機
- 全長：10.55 m
- 全幅：11.37 m
- 翼面積：22.1 m2
- エンジン：デハビランド ゴブリン 3 (RM 1A) ターボジェットエンジン
  - 推力：1,500 kgf
- 空虚重量：3,090 kg
- 運用時重量：5,615 kg
- 最大速度：800 km/h
- 航続距離：900 km
- 7.9mm機銃×8（ガンポッド）
- ロケット弾：8cm×10、10cm×10、18cm×5 から選択

## 運用国
- スウェーデン